# Wondeoraendeu
Wondeoraendeu (títol original en coreà, 원더랜드; títol en anglès, Wonderland) és una pel·lícula de drama romàntic de ciència-ficció de Corea del Sud del 2024 escrita i dirigida per Kim Tae-yong i protagonitzada per Tang Wei, Bae Suzy, Park Bo-gum, Jung Yu-mi i Choi Woo-shik. És una història sobre el retrobament amb un familiar o un amant mort mitjançant una videotrucada. La pel·lícula es va estrenar a les sales el 5 de juny de 2024. S'ha subtitulat al català.

## Sinopsi
Una intel·ligència artificial permet a les persones comunicar-se amb els seus éssers estimats difunts mitjançant videotrucades simulades. La Jeong-in, una assistent de vol, demana conèixer el seu xicot en coma, en Tae-joo, mentre que la Bai Li recorre al servei per poder parlar amb la seva filla fins i tot després d'haver mort.

## Repartiment

### Principal
- Tang Wei com a Bai Li
- Bae Suzy com a Jeong-in
- Park Bo-gum com a Tae-joo
- Jung Yu-mi com a Hae-ri[6]
- Choi Woo-shik com a Hyeon-soo
- Gong Ji-cheol com a Song-youn

### Secundari
- Nina Paw com la mare de la Bai Li
- Sung Byung-sook com a Song Jeong-ran[7]
- Choi Moo-sung com a Lee Yong-sik
- Tang Jun-sang com a Choi Jin-gu, net de la Jeong-ran[7]
- Lee Eol com el pare de la Hae-ri
- Kang Ae-sim com la mare de la Hae-ri
- Jeon Su-ji com el col·lega de la Jeong-in
- Darcy Paquet com a Danny

### Aparició especial
- Gong Yoo com a Sung-joon[8]
- Kim Sung-ryung com la mare d'en Hyeon-soo

## Producció

### Desenvolupament
El projecte va ser concebut el juny de 2019. Kim Tae-yong, qui va escriure el guió, va dirigir la pel·lícula després de nou anys sense posar-se al capdavant de cap producció —va dirigir la seva darrera pel·lícula Manchu el 2010.

### Càsting
El 26 de juny de 2019, Bae Suzy va rebre una oferta per aparèixer a la pel·lícula. El 2 de juliol de 2019, l'agència de Choi Woo-shik va informar que estaven considerant positivament la proposta per aparèixer a la pel·lícula. El 25 de setembre de 2019, l'agència de Park Bo-gum, Blossom Entertainment, va informar que estaven revisant l'oferta d'aparició a la pel·lícula. L'agost de 2019, un representant de l'equip de producció va anunciar que Tang Wei també estava considerant l'oferta de paper principal a la pel·lícula del seu marit. L'11 de novembre de 2019 es va informar que Jung Yu-mi s'ha unit al repartiment de la pel·lícula. L'11 de març de 2020 es va anunciar que Gong Yoo estava considerant el paper del marit de Tang Wei.

### Rodatge
El rodatge principal va començar l'abril de 2020. El juliol de 2020 la pel·lícula es va rodar als estudis de Paju, a la província de Gyeonggi i Jeonju. El rodatge es va completar el setembre de 2020, excepte algunes escenes amb Tang Wei, que encara no s'havien filmat, i que es van rodar el gener de 2021.

## Estrena
El 22 d'octubre de 2020, els distribuïdors Acemaker Movieworks i Netflix van arribar a un acord perquè la plataforma estrenés la pel·lícula a tot el món, a excepció de Corea del Sud i la Xina. Netflix va revelar que estaven discutint amb Acemaker per a estrenes a l'estranger des del començament del rodatge. Després de llargues negociacions, Acemaker finalment va acceptar un contracte amb Netflix per al voltant del 30% del cost de postproducció.
Wondeoraendeu es va estrenar als cinemes de Corea del Sud el 5 de juny de 2024, i es va incorporar a Netflix el 26 de juliol de 2024.